# Løkken Museum
Løkken Museum är ett danskt lokalhistoriskt museum i Løkken i Hjørrings kommun i Jylland. Museet drivs av Løkken Museumsforening, som också driver Kysffiskemuseet, som är inrymt i Løkken Redningshus.
Under 1700- och 1800-talen var Løkken en viktig lastplats för handel mellan Vendsyssel och Sydnorge, den så kallade skuthandeln. Løkken Museum skildrar skuthandelns historia och Løkkens historik som badort. Det är inrymt i den bostad som skutskepparen Thomas Grønbech uppförde vid Nørregade omkring 1860. 
I Johanne Grønbechs hus har det gamla köket och bryggeri visats i sitt skick från tiden omkring 1900. I museets trädgård finns ett gammalt strandbadhus med en utställning om badlivet i Løkken. 

## Løkken Redningshus
I det tidigare sjöräddningshuset har Løkken Museumsforening också inrättat ett museum för Løkkens kustfiske, som var en viktig näring på orten, särskilt i perioden 1880–1960. Huvudattraktionen där är räddningsbåten Bent II från 1944.

## Bildgalleri

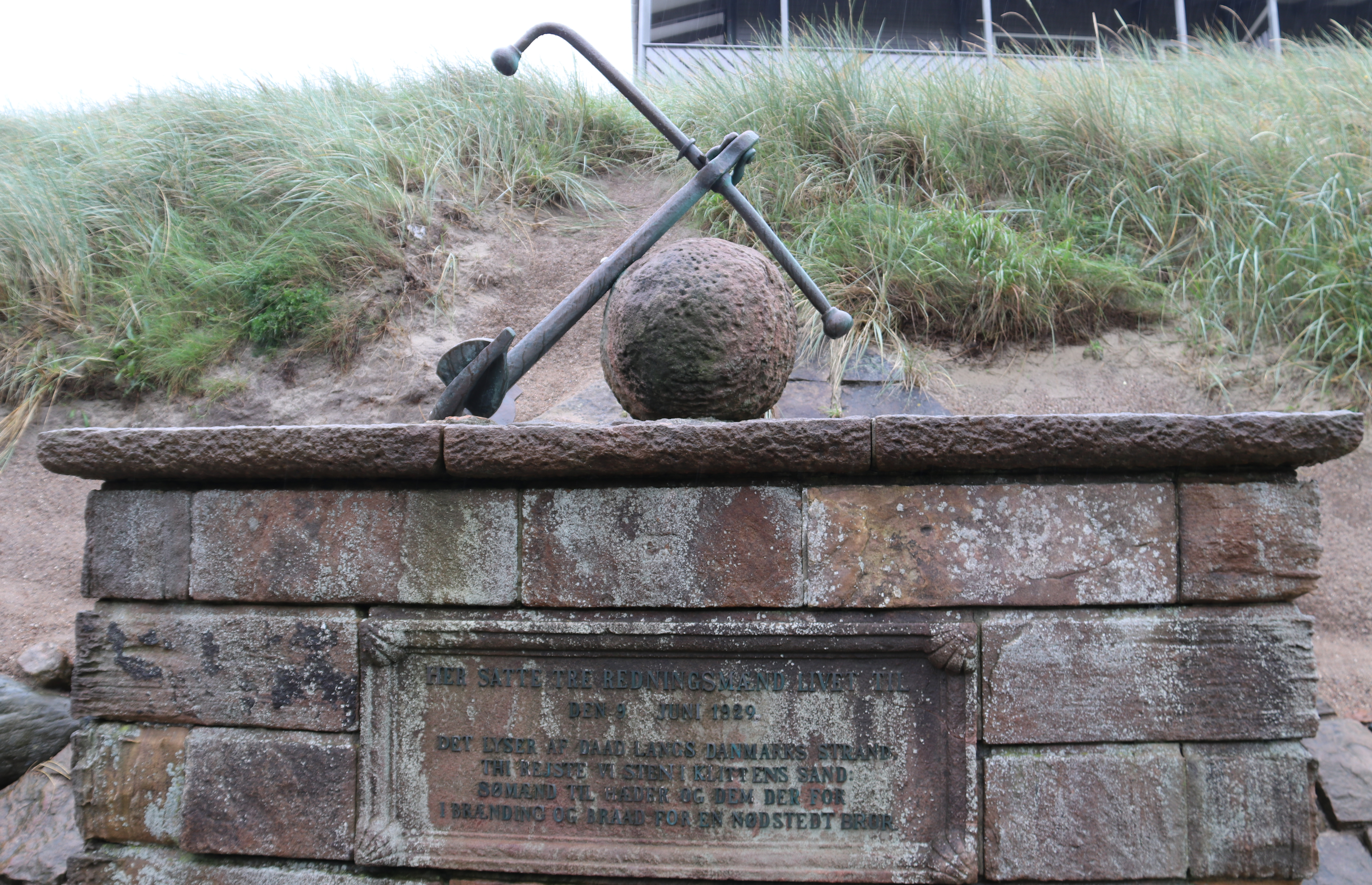
Sjöräddningsmonumentet utanför Løkken Redningshus